# Basilica dei Santi Pietro e Paolo (Agliate)
La basilica dei Santi Pietro e Paolo è il principale luogo di culto cattolico di Agliate, frazione del comune di Carate Brianza.
Si tratta di una basilica romanica di tradizione architettonica ancora ottoniana, per lungo tempo creduta carolingia (IX secolo), ma che invece fu probabilmente costruita, a più riprese, tra la fine del X secolo e il XI secolo. Più tardiva è la cupola ottagonale, aggiunta nel XII secolo.
Alla basilica di Agliate ed al suo borgo, lo storico lombardo don Rinaldo Beretta ha dedicato una monografia con precise descrizioni etnico-geografiche della pieve di Agliate.

## Descrizione

### Esterno

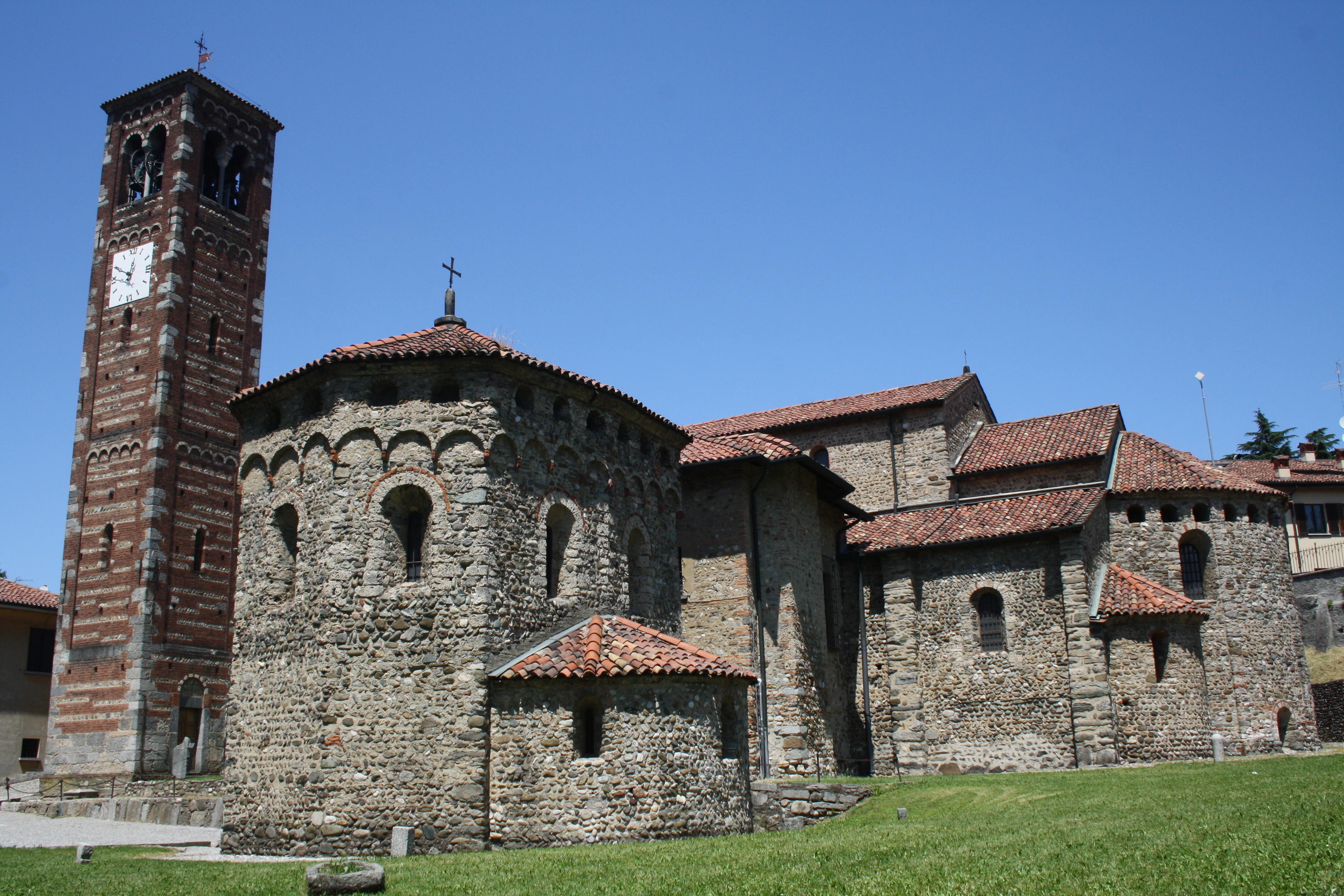
Veduta del complesso da sud-est.

La basilica è di stile romanico, a tre navate. La semplice facciata è a salienti e ricalca la struttura interna a tre navate, con quella centrale più alta delle due laterali. Ognuna delle tre navate possiede una porta di ingresso ed è dotata di un'abside. Le decorazioni del portale centrale sono opera di ripristino, tranne i due piedritti decorati con un motivo ad intreccio, unici elementi originali. Le absidi sono dotate di monofore strombate e coronamento a loggetta.
È presente inoltre un campanile, demolito e ricostruito a fine XIX secolo, decorato tramite contrasto cromatico tra i corsi orizzontali in mattoni e ciottoli e gli inserti angolari in pietra.

### Interno

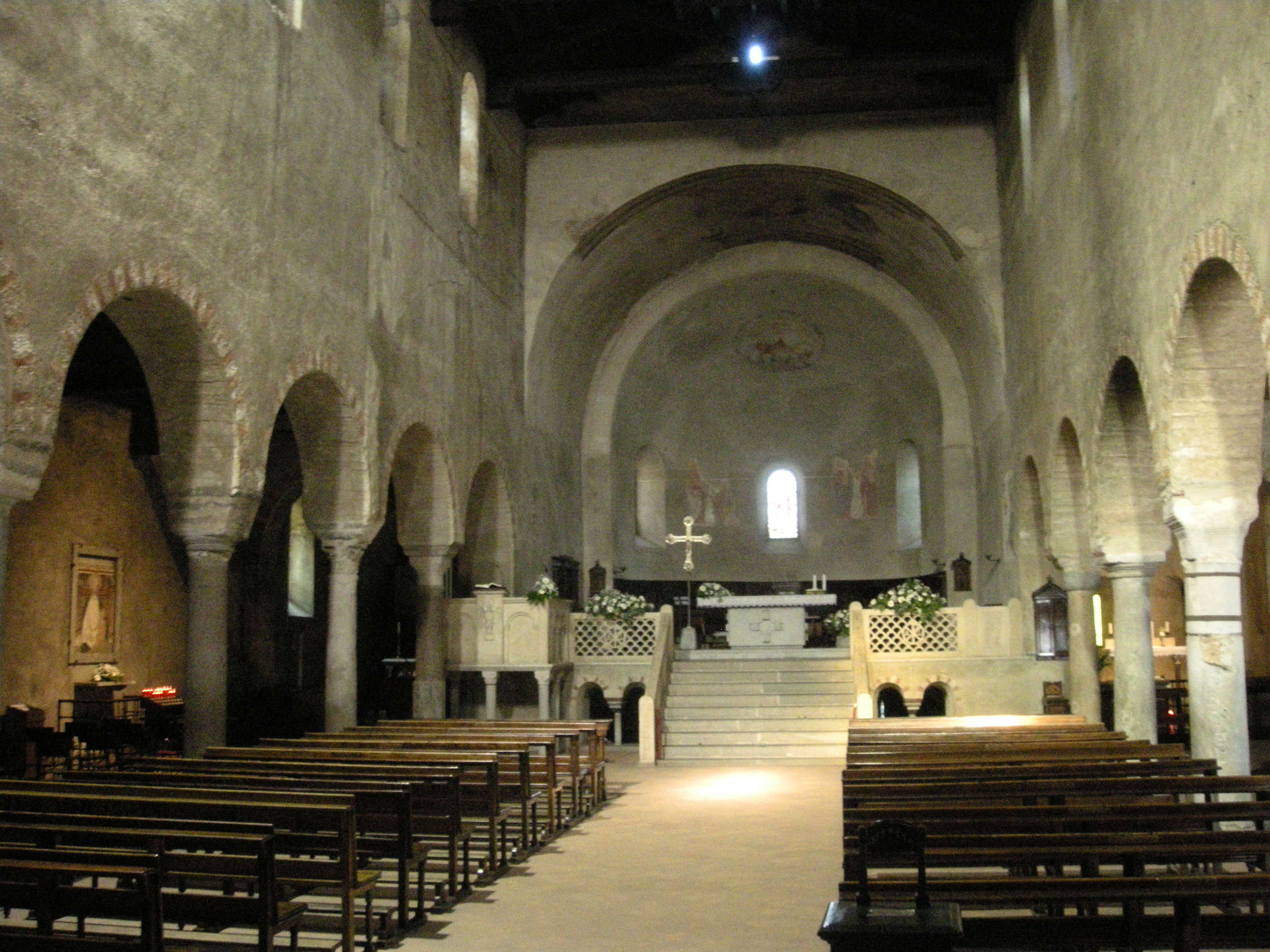
Interno della basilica.

L'interno è formato da tre navate separate da due file di colonne di riuso, di origine romana così come i capitelli. La seconda colonna di sinistra in particolare è ricavata da una pietra miliare romana, sulla quale sono ancora visibili le iscrizioni originarie. 
L'interno della basilica, in penombra per via delle ridotte dimensioni delle finestre, presenta una notevole verticalità dovuta alla grande superficie muraria del cleristorio, un tempo ricoperto da un ciclo di affreschi ora interamente danneggiati e quasi interamente coperti. Tra i resti affresco sopravvissuti, sono identificabili scene come la Creazione di Eva, l'Annunciazione, la Visitazione, la Nascita di Gesù, e Gesù tra i dottori del tempio.
Il presbiterio è situato in posizione sopraelevata e per accedervi occorre salire una scalinata di 8 gradini. Sotto la zona del presbiterio è presente una cripta ad oratorio, dotata di tre navate e quattro campate con volte a crociera. La cripta si apre sulla navata mediante due bifore. Le colonnine della cripta sono sormontate da interessanti capitelli che sembrano riprendere in maniera stilizzata i contenuti del capitello corinzio.

### Organo a canne

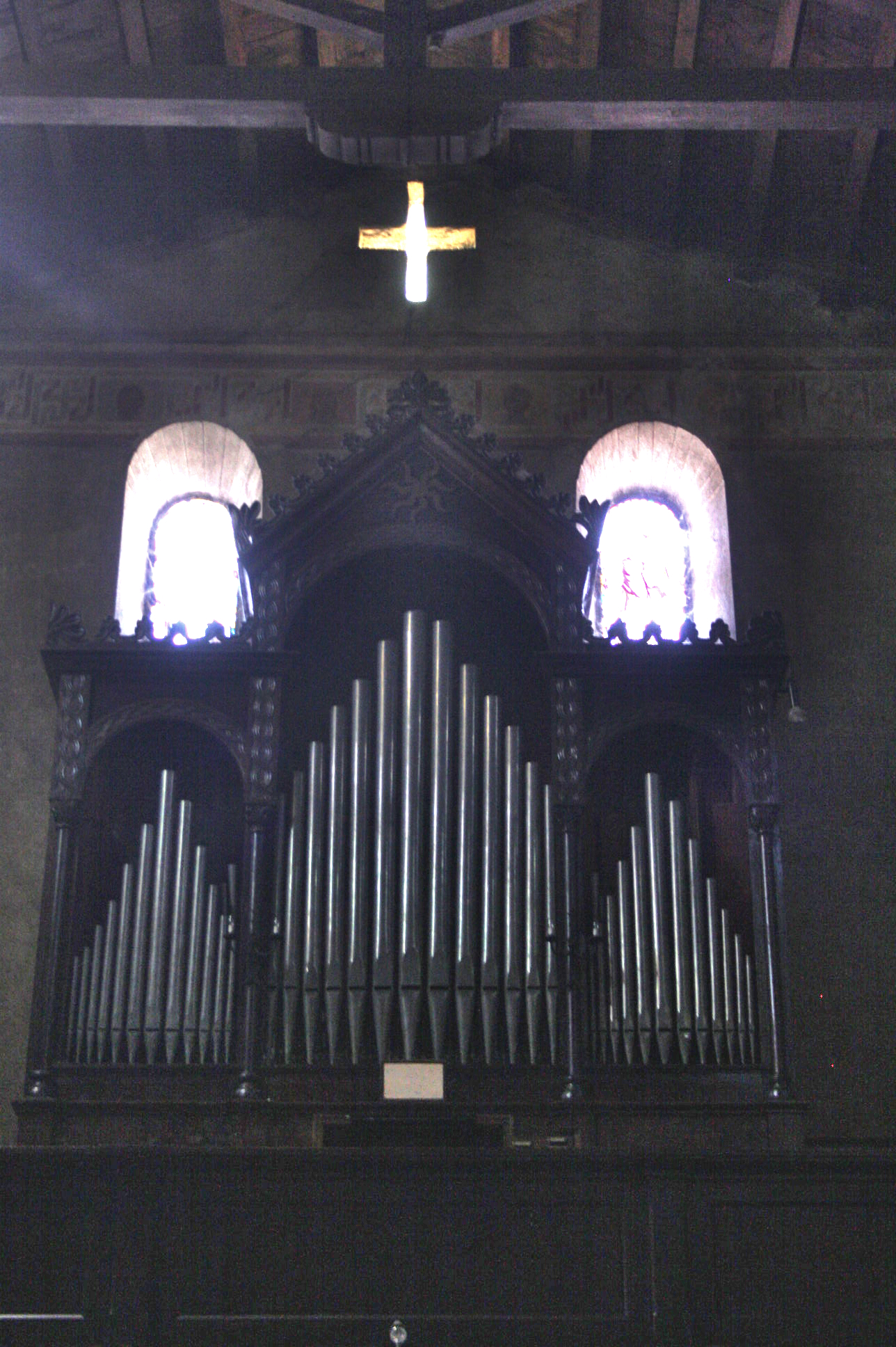
L'organo a canne sulla cantoria in controfacciata.

Sulla cantoria in controfacciata, si trova l'organo a canne della basilica, costruito nel 1883 da Giuseppe Bernasconi e restaurato nel 1986 da Alessandro Corno.
Lo strumento è racchiuso all'interno di una cassa lignea con mostra formata da tre cuspidi di canne di principale disposte in tre campi. La consolle, a finestra, ha un'unica tastiera di 58 note con prima ottava cromatica estesa e una pedaliera di 17 note con prima ottava cromatica estesa. La trasmissione è integralmente meccanica.

### Battistero
Accanto alla basilica è presente un battistero coevo alla basilica e anch'esso in stile romanico. La pianta è a nove lati su due dei quali si apre l'abside ed è sormontato da una semplice copertura a volta con otto spicchi. All'interno è visibile la vasca battesimale ad immersione a sette lati e resti molto rovinati dell'originaria decorazione ad affresco, tra i quali una trecentesca Deposizione.

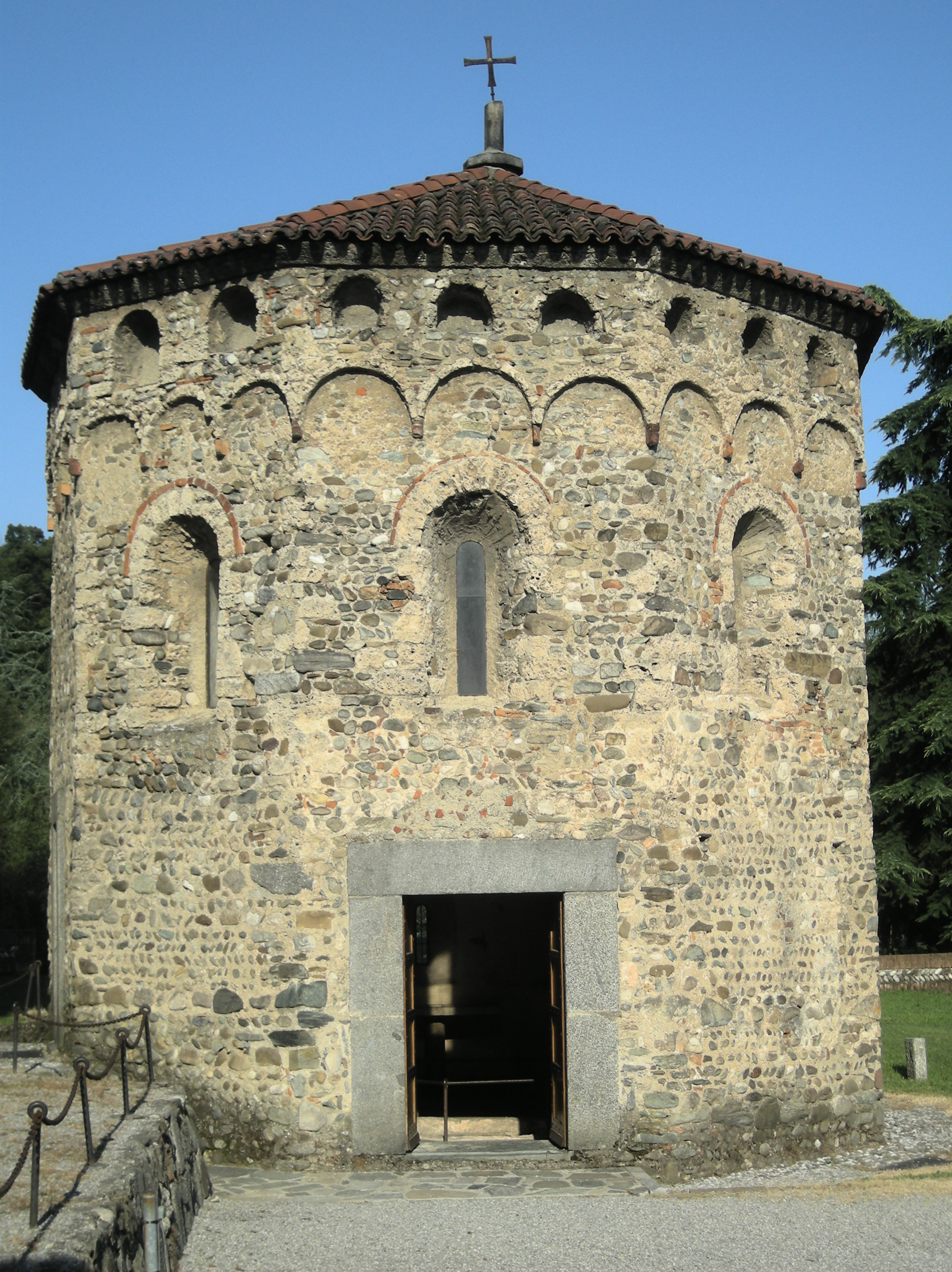
L'esterno del battistero
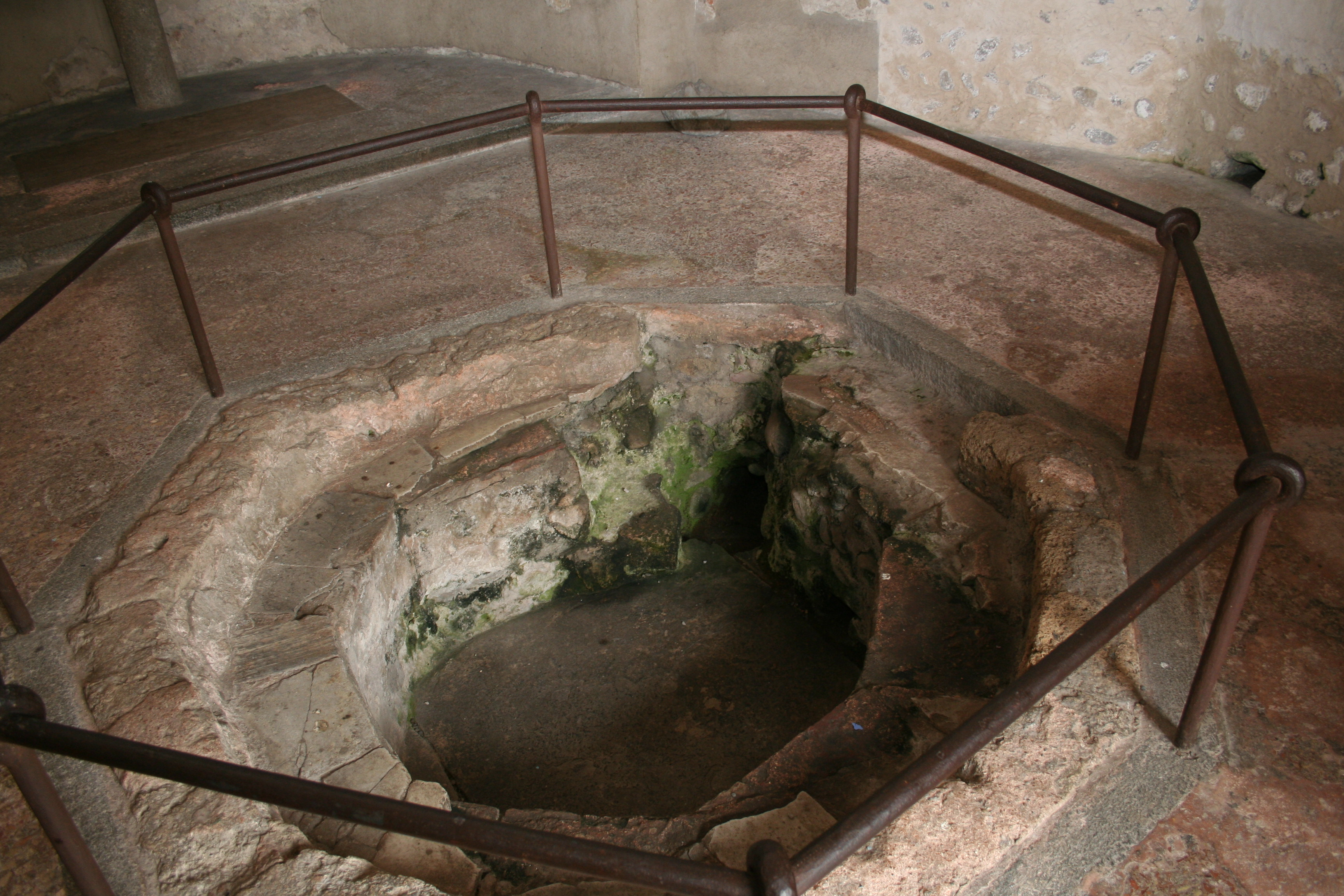
La vasca all'interno del Battistero
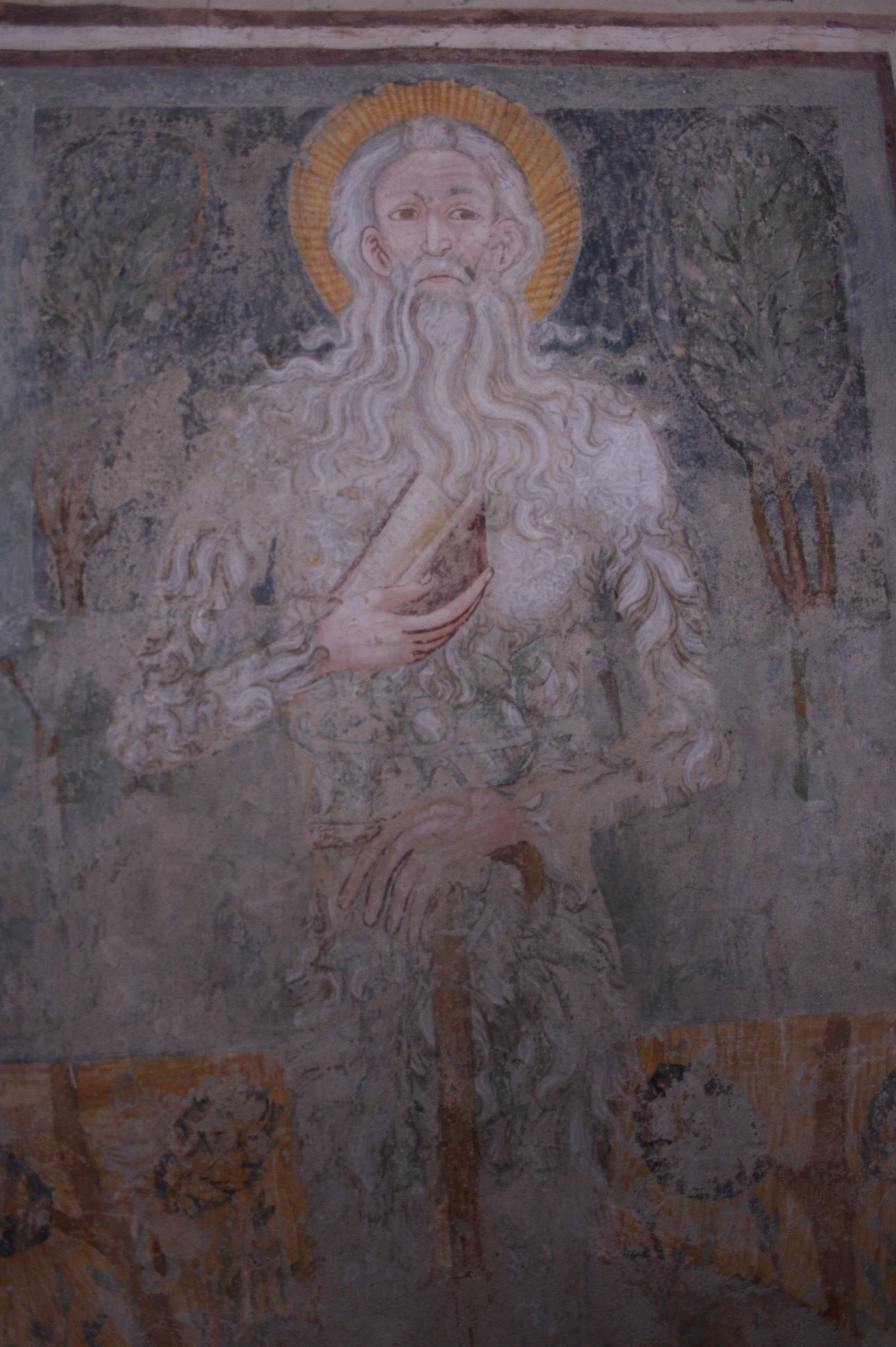
Affreschi all'interno del battistero
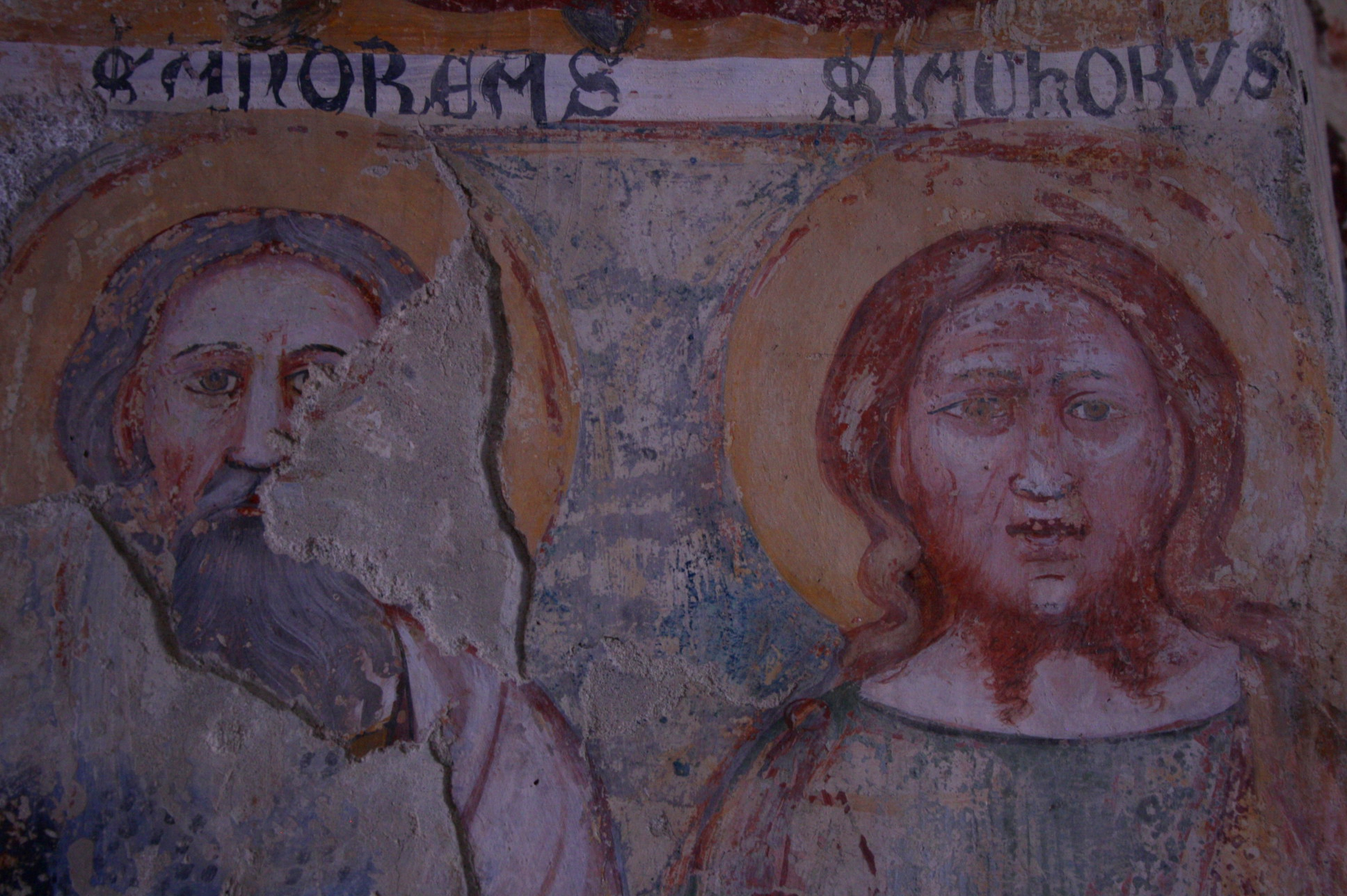
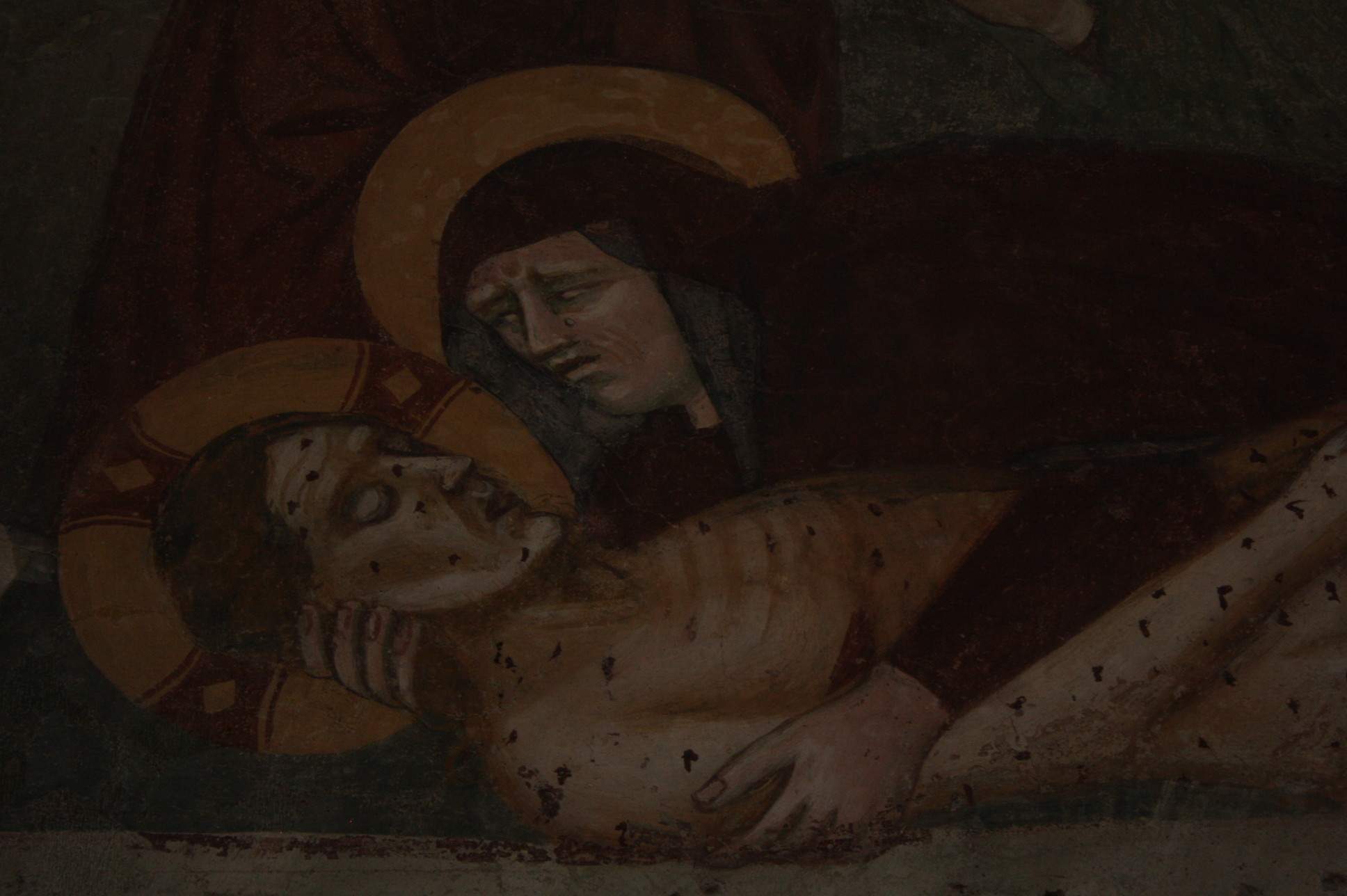
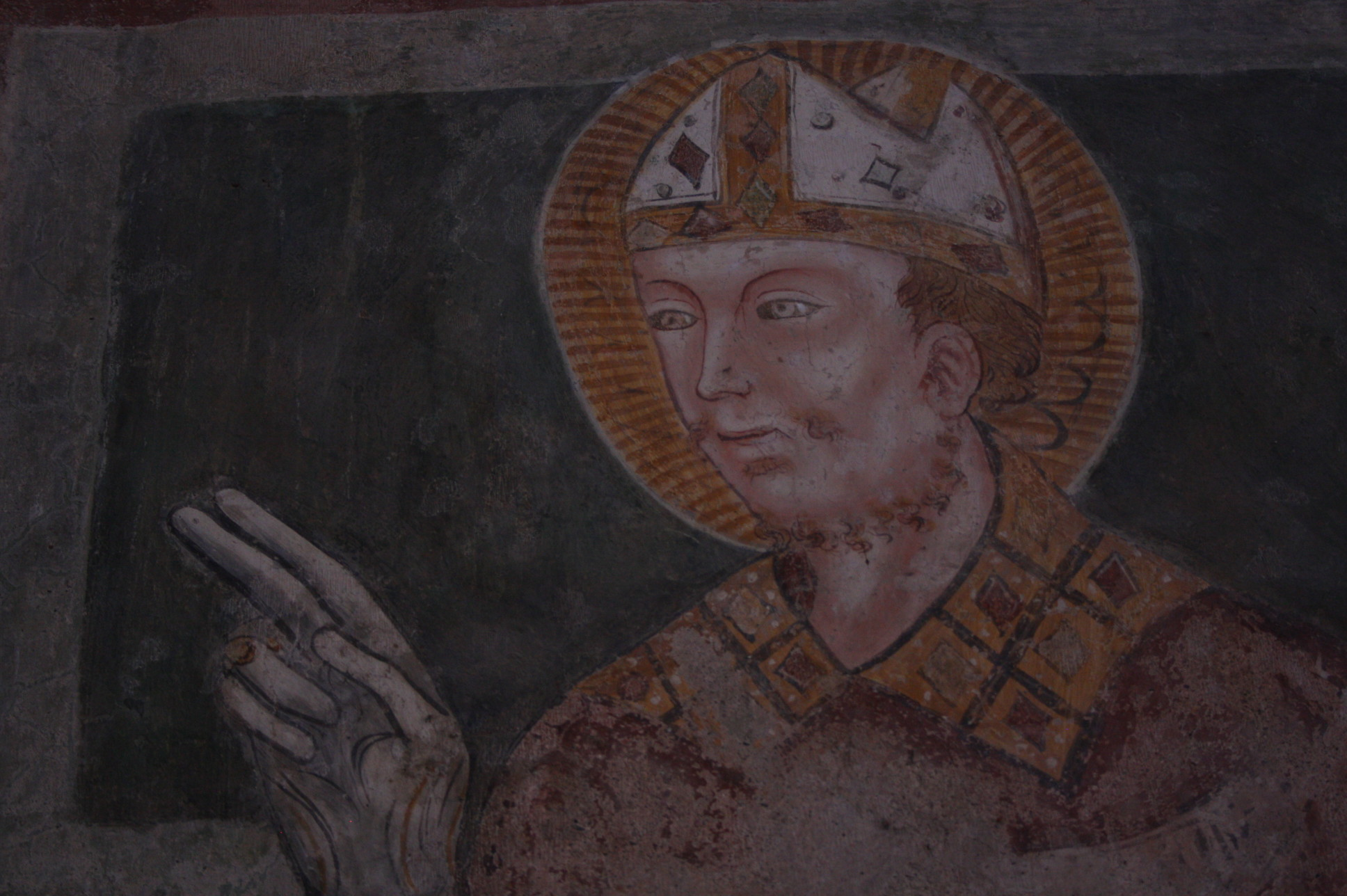
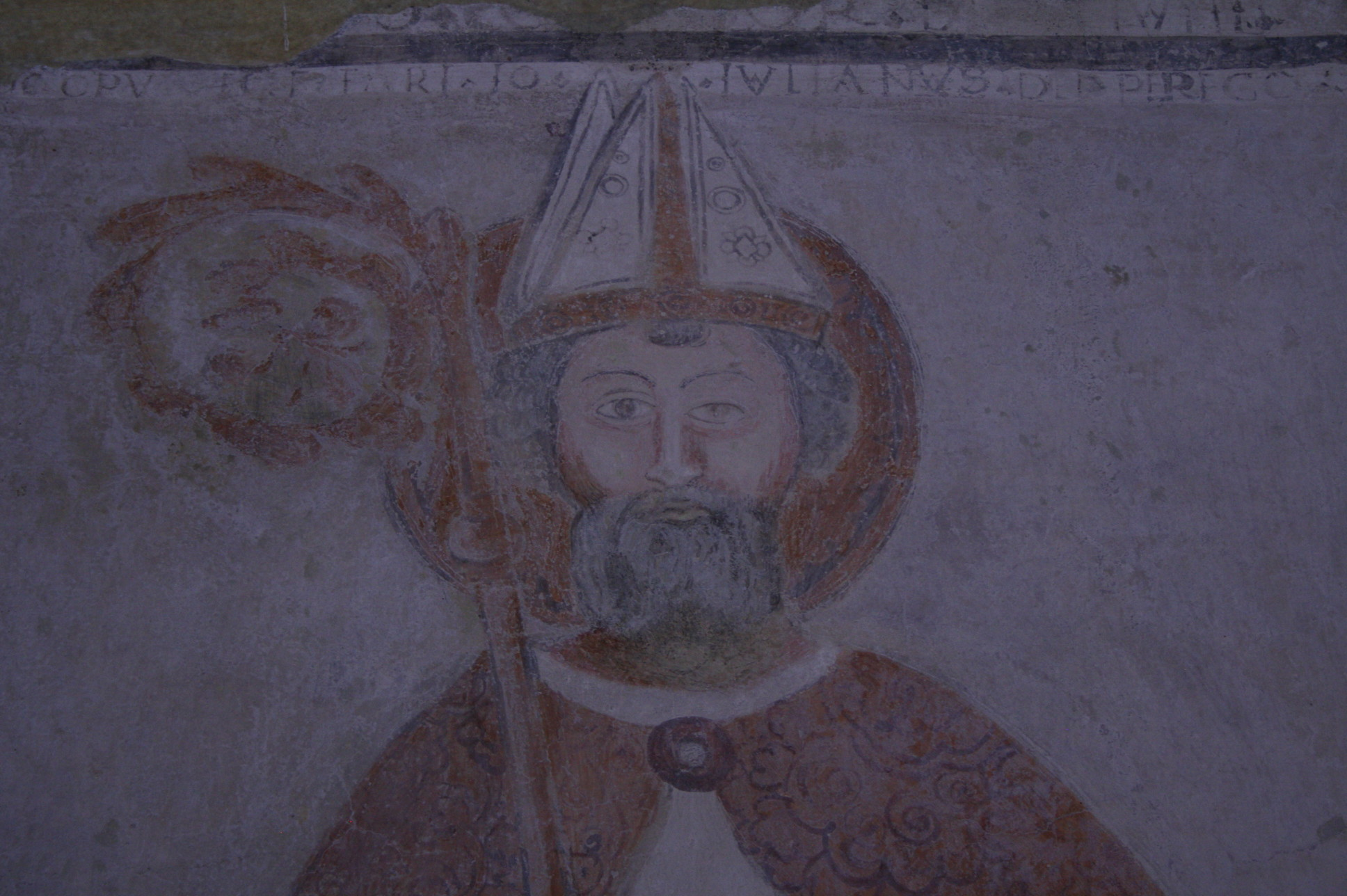

## Galleria d'immagini

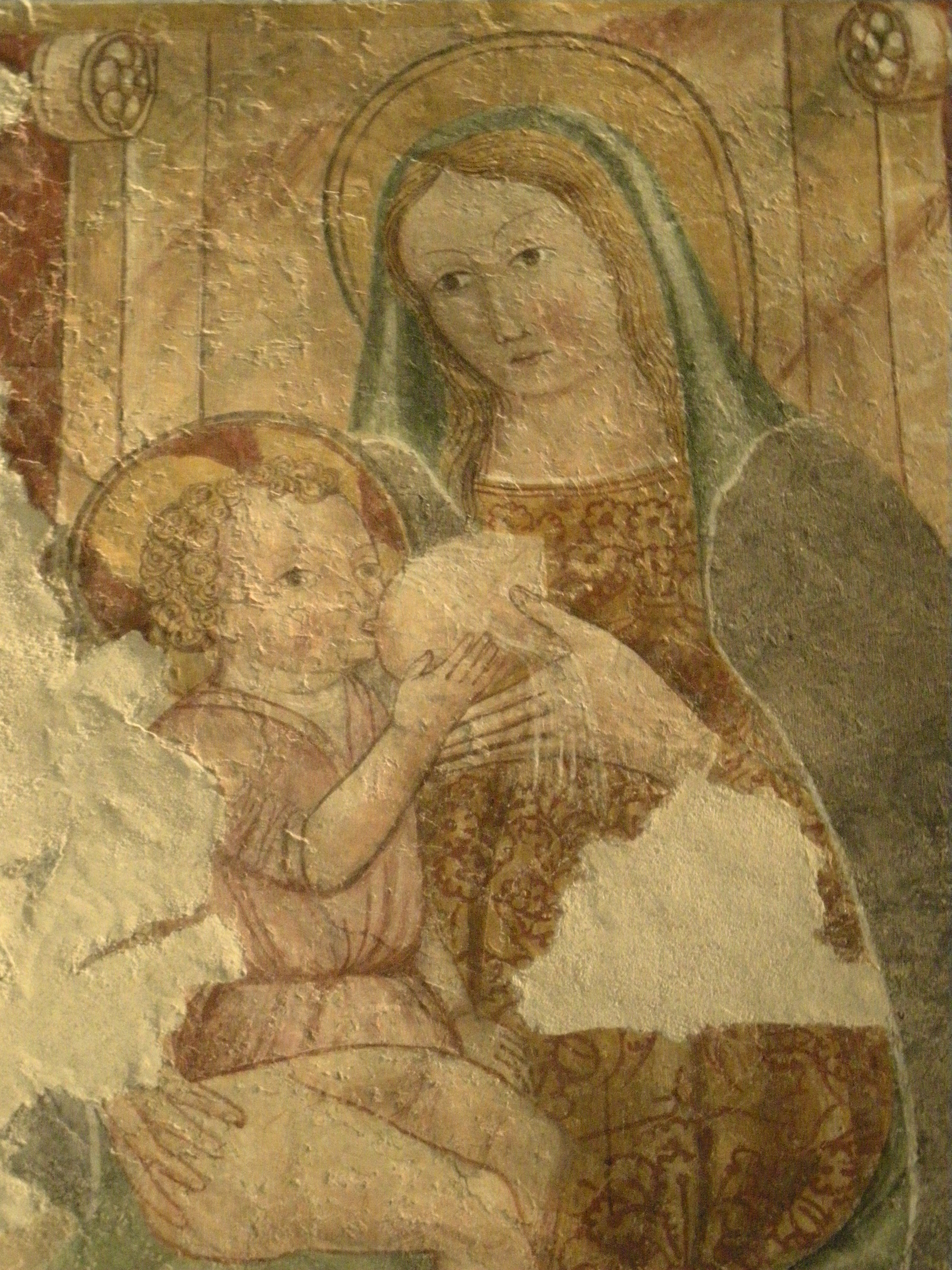
Affresco raffigurante Maria Lactans, all'interno della basilica
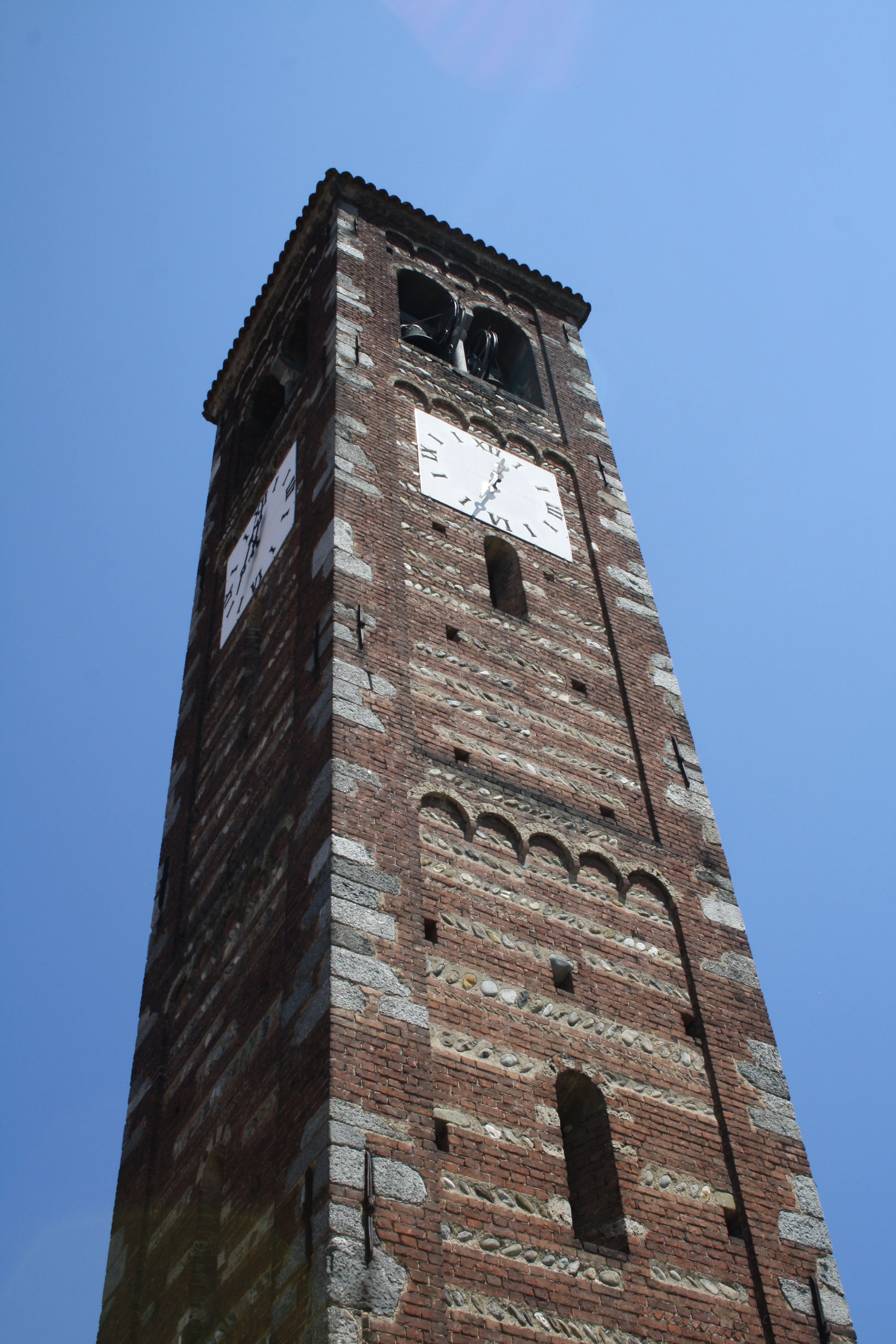
Campanile
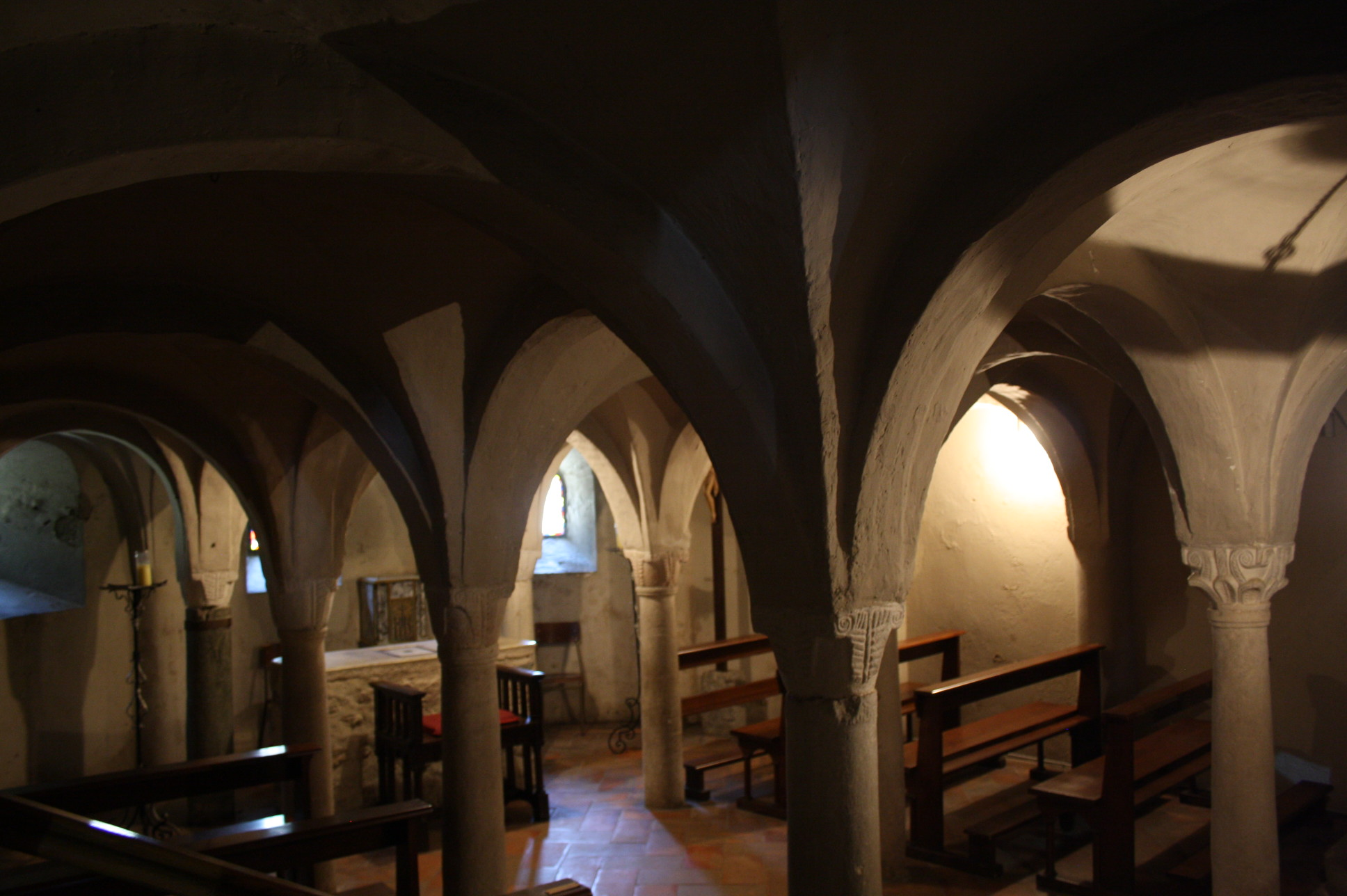
Cripta
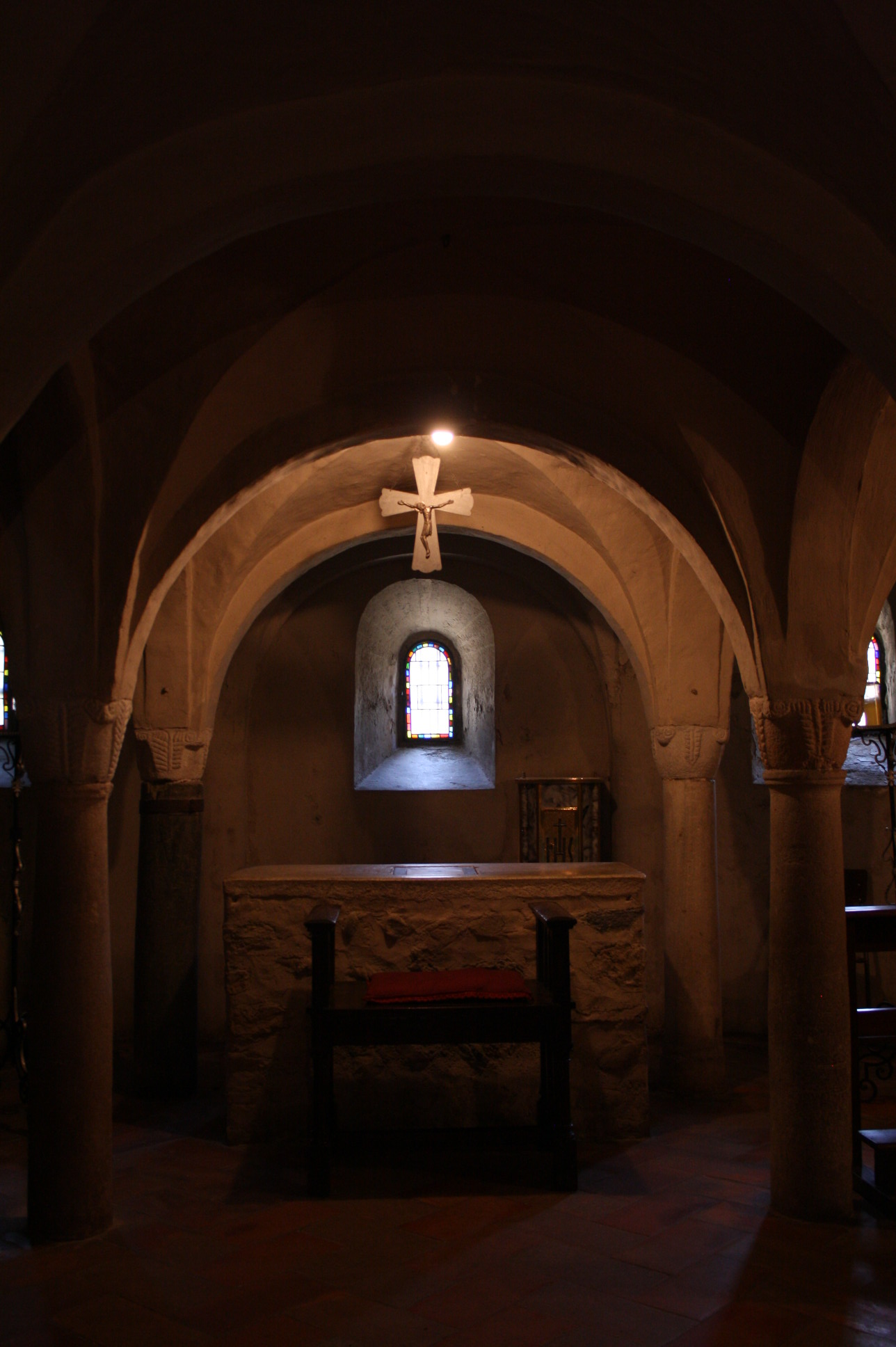
Cripta
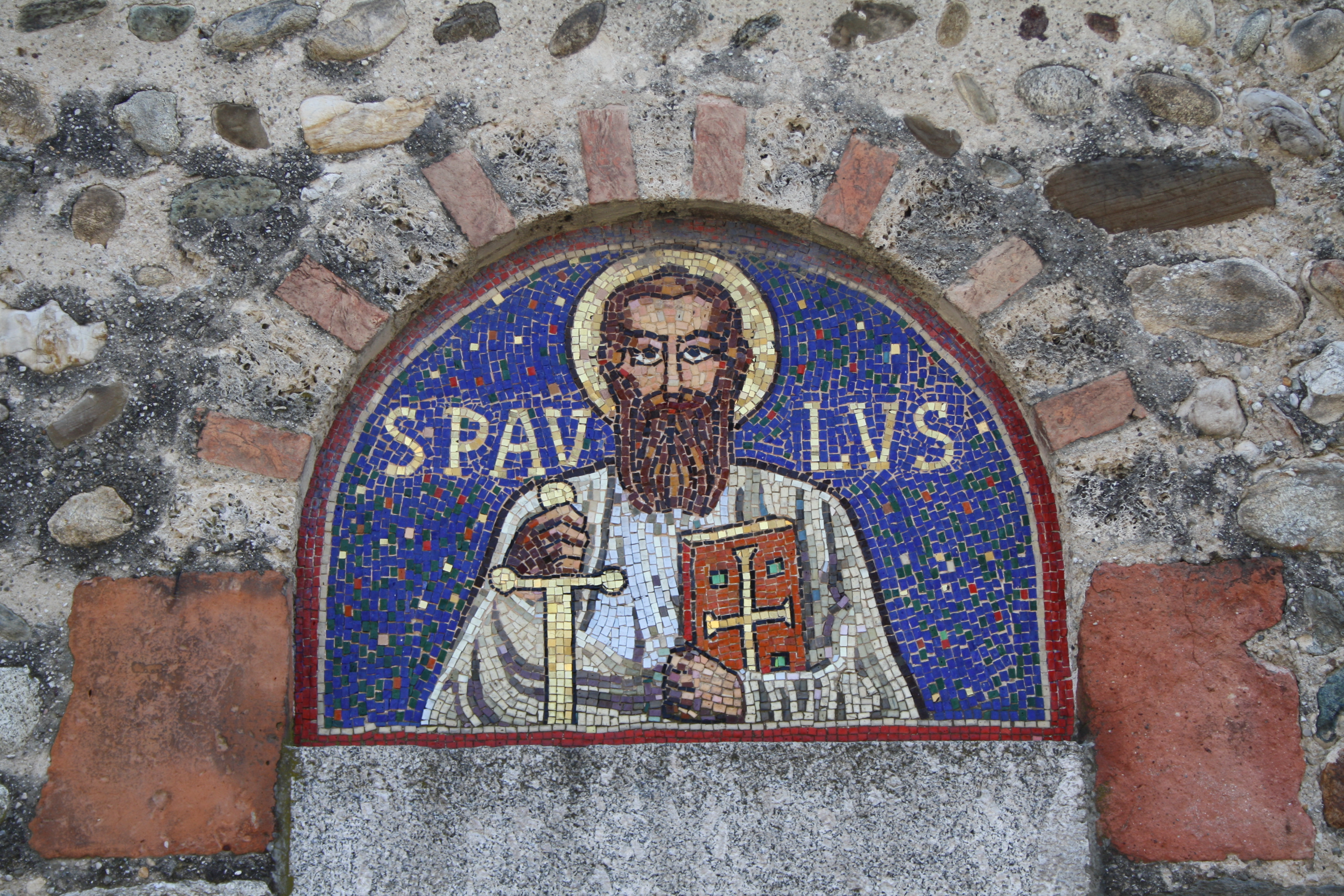
Mosaico di San Paolo nella lunetta dell'ingresso di destra
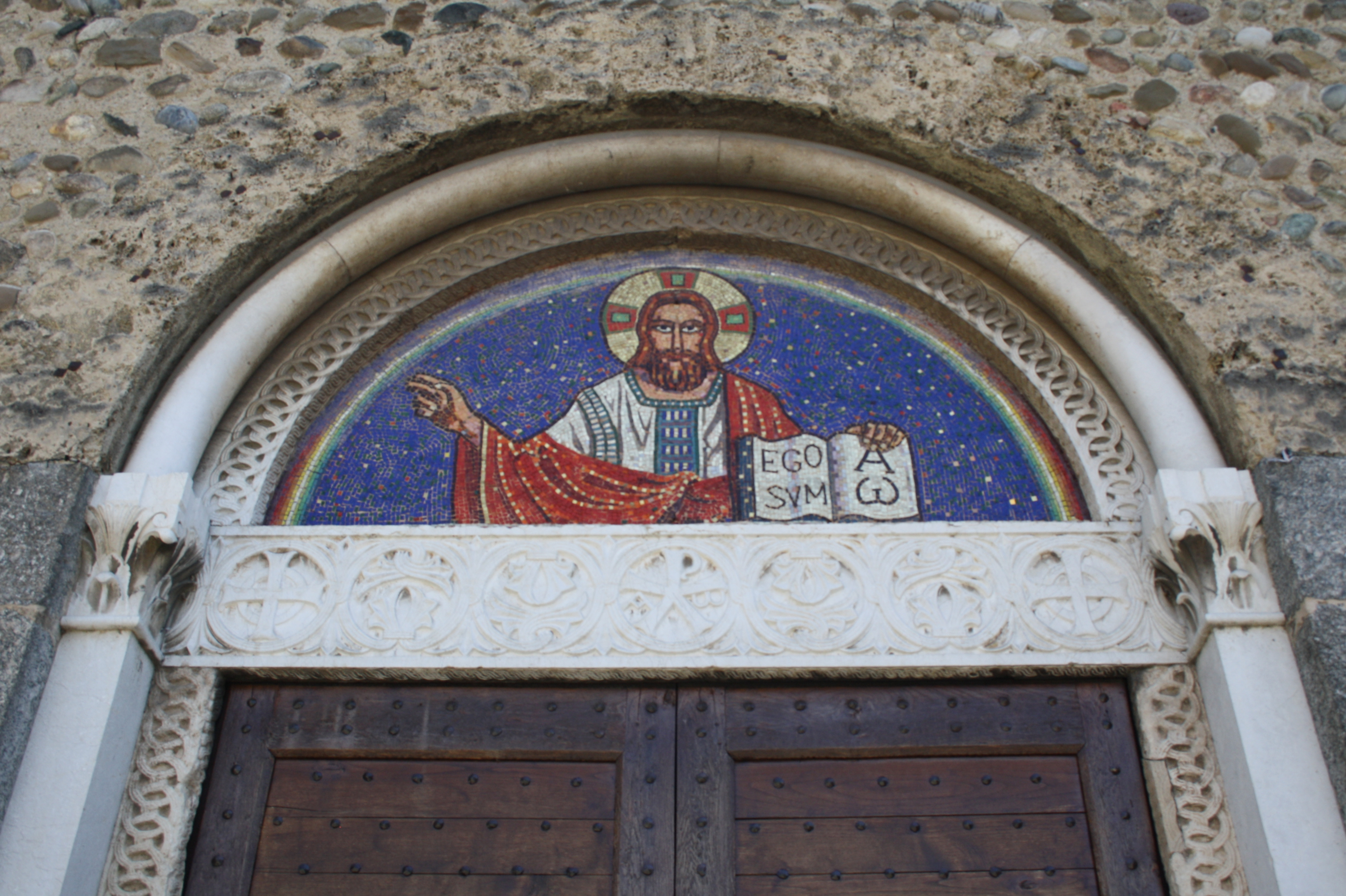
Mosaico di Cristo nella lunetta dell'ingresso centrale
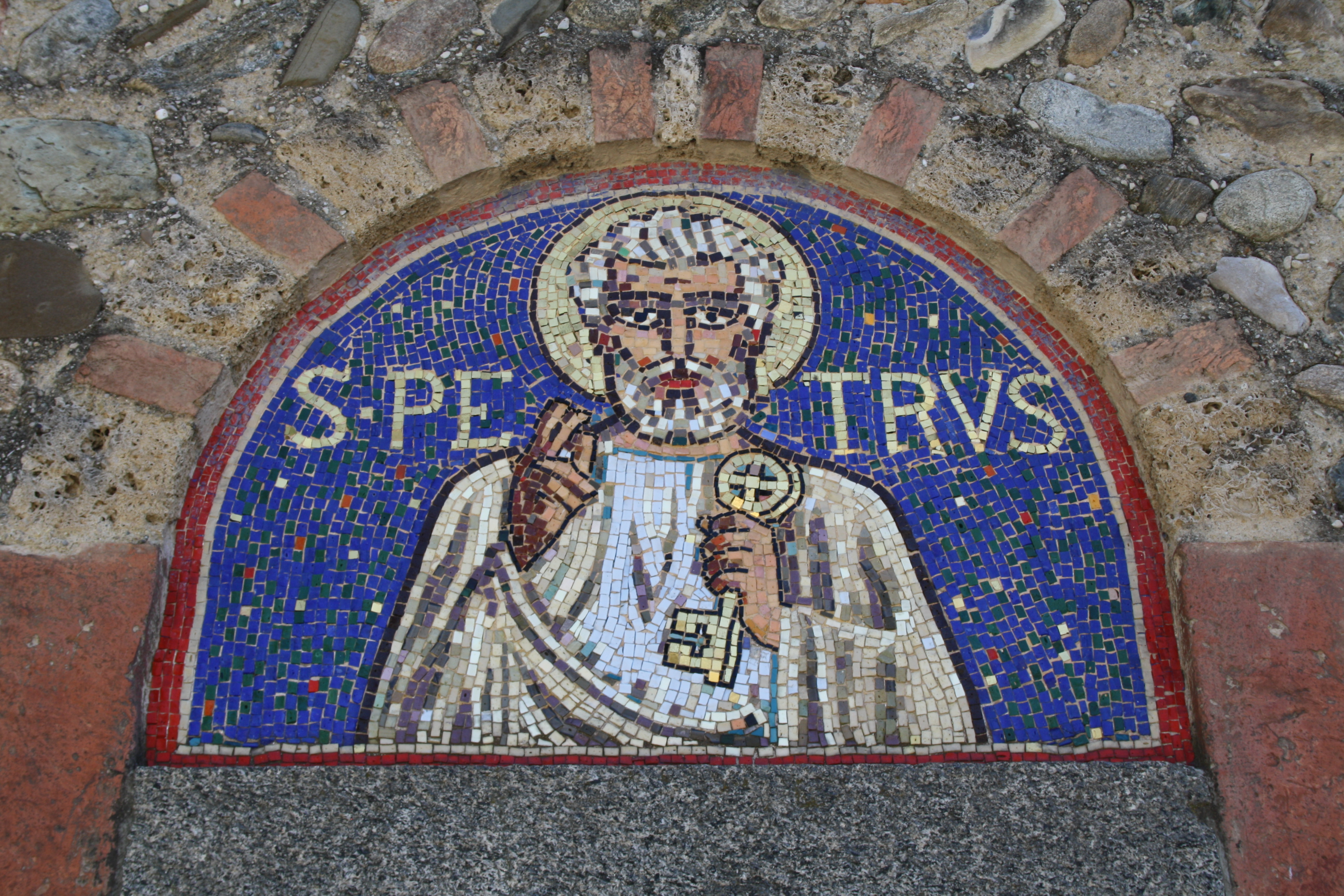
Mosaico di San Pietro nella lunetta dell'ingresso di sinistra